# (4476) Bernstein
(4476) Bernstein es un asteroide perteneciente al cinturón de asteroides, descubierto el 19 de febrero de 1983 por Edward Bowell desde la Estación Anderson Mesa (condado de Coconino, cerca de Flagstaff, Arizona, Estados Unidos).

## Designación y nombre
Designado provisionalmente como 1983 DE. Fue nombrado Bernstein en honor al compositor, pianista y director de orquesta estadounidense Leonard Bernstein.

## Características orbitales
Bernstein está situado a una distancia media del Sol de 2,385 ua, pudiendo alejarse hasta 2,840 ua y acercarse hasta 1,930 ua. Su excentricidad es 0,190 y la inclinación orbital 3,368 grados. Emplea 1345 días en completar una órbita alrededor del Sol.

## Características físicas
La magnitud absoluta de Bernstein es 14.